# 新原昭治
新原 昭治（にいはら しょうじ、1931年 - 2024年11月21日）は、国際問題研究者、ジャーナリスト、政治活動家。

## 経歴
福岡市生まれ。九州大学に進み、1952年日本共産党に入党、1954年3月文学部（心理学）卒業。
同年長崎放送に記者として入社、ビキニ事件や1956年の第2回原水爆禁止世界大会の取材や番組制作もおこなった。
1961年赤旗編集局に入局。党中央機関紙編集委員、1973年准中央委員、1977年中央委員、1981年幹部会委員等を経て、1994年-2000年、常任幹部会員を務めた。この間、平和問題対策委員会責任者、国際委員会責任者、書記局員などを併任した。
非核の政府を求める会世話人、日本平和委員会理事。
在日米軍をめぐる日本国政府とアメリカ合衆国（米国）政府との間の様々な密約を、米国の機密解除文書から探し出し、広く明らかにした。

## 著作

### 単著
- 『核戦争の基地日本 : これが核持ち込みと安保条約の実態だ』新日本出版社 1981.8
- 『あばかれた日米核密約 (新日本ブックレット) 』新日本出版社 1987.7
- 『冷戦は終わったか : 世界論をめぐる虚構と現実』新日本出版社 1994.1
- 『アメリカの戦略は世界をどう描くか : 「ならず者国家」論批判』新日本出版社 1997.4
- 『戦争と平和の問題を考える : ユーゴ空爆からアジア外交まで』新日本出版社 2000.3
- 『「核兵器使用計画」を読み解く : アメリカ新核戦略と日本』新日本出版社 2002.9
- 『「日米同盟」と戦争のにおい : 米軍再編のほんとうのねらい』(シリーズ世界と日本21 33)学習の友社 2007.8
- 『日米「密約」外交と人民のたたかい : 米解禁文書から見る安保体制の裏側』新日本出版社 2011.9
- 『密約の戦後史 : 日本は「アメリカの核戦争基地」である』(「戦後再発見」双書9)創元社 2021.2

### 共著
- 新原昭治, 浅見善吉 著『アメリカ核戦略と日本』新日本出版社 1979.9
- 吉田敏浩, 新原昭治, 末浪靖司 著『検証・法治国家崩壊 : 砂川裁判と日米密約交渉』(「戦後再発見」双書3)創元社 2014.7

### 編・訳
- 新原昭治 編訳『米政府安保外交秘密文書 : 資料・解説』新日本出版社 1990.7
- 吉岡吉典, 新原昭治 編『資料集20世紀の戦争と平和』新日本出版社 2000.8
- 布川玲子, 新原昭治 編著『砂川事件と田中最高裁長官 : 米解禁文書が明らかにした日本の司法』日本評論社 2013.11